# André Marchal (économiste)
Pour les articles homonymes, voir André Marchal (homonymie) et Marchal.
André Marchal, né  en 1907 mort le 15 juillet 1968 à Paris, est un économiste et professeur d'économie politique français. Son frère Jean Marchal est aussi un professeur d'économie important de la période.

## Biographie intellectuelle

### Les première années
Sa thèse, soutenue en 1931, porte comme titre La conception de l'économie nationale chez les mercantilistes français et chez leurs contemporains. Dans cet ouvrage  il fait le choix de ne retenir que quelques noms : Bodin, Montchrétien, Melon, Forbonnais, Belesbat, le marquis de Mirabeau. Selon lui « Les mercantilistes, observateurs et empiristes, n'ont pas eu de véritable théorie pour les guider ».
En 1941, il publie L'action ouvrière et la transformation du régime capitaliste dans lequel il insiste sur la nécessité de reconnaître le syndicalisme et de l'intégrer dans la communauté nationale. Si, en 1943, il publie la première édition de son livre Économie politique et technique statistique dès 1945 il revient sur les problèmes sociaux et publie Le mouvement syndical en France. Il traite cette question en adoptant une analyse utilisant le droit, les doctrines et la théorie économique, une approche qui préfigure pour les auteurs de l'hommage publié dans la Revue économique « sa vision  globale des systèmes complexes cohérents de structure ».

### Méthodologie économique et structures
Ses recherches contribuent à ce qu'une  « géopolitique des idées économiques » émerge lors de la fondation en 1950, de la Revue économique, qui aurait pu s’appeler « Revue économique et sociale », car ses rédacteurs estimaient que l’économie devait être à l’écoute des autres sciences sociales, à commencer par la sociologie. Parmi eux,les  fondateurs de cette revue il est possible de citer l'historien Fernand Braudel, les économistes Albert Aftalion, Jean Lhomme, et les frères Marchal, économistes. À la même époque, en 1952, il publie La pensée économique en France depuis 1945 où il cherche à classer les économistes non pas en fonction de leur doctrine sociale mais quant aux méthodes « de reconstruction de la théorie économique ». Dans ce livre  il estime que les économistes français sont « à l'aube d'un renouvellement complet de leurs méthodes de recherche et d'expression » mais que si le passé leur laissait des inquiétudes l'avenir semblait rempli d'espérance. En 1952 et 1953,  il publie un livre en deux volumes intitulé Méthode scientifique et science économique Le premier tome est intitulé Le conflit traditionnel des méthodes et son renouvellement et le tome II Problèmes actuels de l'analyse économique, ses approches fondamentales.

### Les études de conjoncture et l'Institut d'études politiques
L'économie ayant longtemps fait figure de parent pauvre de la recherche à l'Institut d'études politiques de Paris, qui était sur ce terrain concurrencé par les grandes facultés de droit, en 1952, le professeur Jean-Marcel Jeanneney demande le rattachement à la FNSP de  l’Institut Scientifique de Recherches Économiques et Sociales (ISRES), surnommé "Institut Rist", du nom de l'économiste français Charles Rist.
Le « petit monde des professeurs parisiens d'économie » est alors dominé par Albert Aftalion et Gaëtan Pirou, dont André Marchal fut l'élève , qui « détiennent des positions centrales » dans l'Université et sont tous deux des représentants de l'économie positive,  approche « cherchant un équilibre entre l'observation et la théorie pure », qui constitue l'héritage principal de la Revue économique.
Financé par la Fondation Rockefeller, l'"Institut Rist" est le premier en France spécialisé dans la conjoncture, dans le sillage de la montée de cette pratique dans les pays anglo-saxons après la Crise des années 1930, en parallèle ce celle de l’économie d’expertise développée dans l’entre-deux-guerres, via l'étude précise et détaillée des indicateurs économiques et sociaux (monnaie, prix, salaires, cycles, chômage). 
La Revue économique, fondée en 1950, où André Marchal entre au comité de Direction, est à la même époque recherchée pour l'effort d'une génération d'économistes  (Georges Lutfalla, Jean Lhomme, Michel Lutfalla, André Marchal, J. Austruy, Pierre Moran, André Nicolaï, Lysiane et Jean Cartelier, Philippe Aydalot, Bernard Cazes, Jacques Faure-Soulet, Monique Anson-Meyer) à s'investir dans la sociologie .
La recherche sur la sociologie économique émane alors plus de ces économistes réunis par le programme d'économie sociologique de la Revue économique, que des sociologues, qui sont moins nombreux: Georges Bourgin, Pierre Métais, Vivianne Isambert-Jamati. Se référant à Albert Aftalion et Gaëtan Pirou, dont  E. James, J. Lhomme, et J. Weiller ont également été les élèves, la Revue économique promeut aussi un rapprochement avec d'autees sciences sociales voisines, la psychologie et l'histoire, via deux historiens-économistes Fernand Braudel et Ernest Labrousse. A la fin de l'année 1950, André Marchal assiste Jean Fourastié dans son grand projet d'étude de la productivité, qui amène ce dernier à rencontrer des universitaires américains prestigieux comme Kuznets et Clough.
C'est Jean Marchal, le frère d'André, qui réalise « l'effort scientifique le plus vaste et le plus soutenu », vers la sociologique, aidé de Jacques Lecaillon, via « l'observation des comportements empiriques des agents », plutôt que de s'en tenir à la théorie a priori de leur rationalité, comme l'avaient fait traditionnellement les économistes français. Tous deux expliquent leur démarche, dans un livre de 1959, basée sur des statistiques, enquêtes, monographies, et sondages, permettant « de répartir les individus et les institutions en catégories homogènes » afin d'étudiet les processus de répartition.
André Marchal est à la même époque, avec François Perroux, un des mentors de Raymond Barre, futur premier ministre entre 1976 et 1981, dont il a été le président du jury de thèse et qu'il a recommandé aux Presses universitaires de France pour la rédaction des deux tomes de la série Thémis, lancée en 1956 pour concurrencer la série des Précis des Editions Dalloz, le manuel d'économie qui a fait les débuts de la notoriété de Raymond Barre et dont les premières éditions portent la mention "sous la direction d'André Marchal,.
Au sein de à l'Institut d'études politiques de Paris, en 1952, l'Institut Rist a été rebaptisé "Service d’études de l’activité économique et de la structure sociale" (SEAE) et « s'appuie sur deux professeurs d’économie, Jean-Marcel Jeanneney et André Marchal », puis dans la foulée sert de « vivier au recrutement du premier noyau des économistes » de l'Institut d'études politiques de Paris, Michel Flamant, Raymond Barre et Jean-Claude Casanova. Peu après le succès éditorial de son livre Forces et faiblesses de l’économie français, en 1956, Jean-Marcel Jeanneney est appelé en 1958 au gouvernement, péripétie qui a en définitive freiné l'expansion du SEAE qui n'aura toujours que quatre directeurs et sept attachés de recherche en 1970, ce à quoi décident de remédier le Premier ministre Raymond Barre et son conseiller Jean-Claude Casanova par la création de l’OFCE (Observatoire français des conjonctures économiques) en 1981, qui prend la relève du SEAE avec plus d'investissements, une vingtaine de professeurs puis une quarantaine en 1985.
Après le décès de Georges Lutfalla en 1964, c'est André Marchal qui pendant trois ans relance le programme d'économie sociologique avec un nouveau groupe de jeunes économistes.

### La question européenne
Pour le professeur André Marchal, tout comme pour l'économiste Jean Meynaud, il est possible d’adapter à l’échelle de la CEE les méthodes de la planification indicative,, à une époque où  Jean Monnet est l’un des initiateurs principaux de cette politique pour le charbon et l'acier, notamment lorsqu'il accède à la présidence de la Haute Autorité de la CECA en 1952, dans le sillage de sa démarche néofonctionnaliste qui a concouru à mettre en place cette organisation économique sectorielle. Cette approche a aussi contribué au projet français de contre-rapport Spaak de mai 1956, qui met à l'agenda une coordination des politiques économiques inspirées de la planification,.
Mais pour lui, la prise de conscience de la nécessité d'une politique économique européenne cohérente et ambitieuse est conçue comme un processus reposant sur des bases solides, démocratiques et populaires, avec « un élargissement progressif du cercle de la solidarité qui, de locale, régionale, puis nationale, devient, par la force des choses, plurinationale, continentale, mondiale ».
Dans son livre de 1964 "L'Europe solidaire". puis dans un Que-sais-je publié en 1965, il effectue « une analyse doctrinale du phénomène d’intégration » européenne, qu'il définit « comme le processus inévitable voire nécessaire, par où doit passer l’économie européenne » et évoque bien avant d'autres auteurs « une constitution fédérale » qui pourrait avoir un « caractère supranational – sous réserve qu’on ne presse pas les étapes ». 
La critique estime alors que  « L’Europe solidaire » proposée par André Marchal est l’écho de 1965 à « l’Europe sans rivages » de 1954 voulue avec optimisme par l'économiste François Perroux, dans un prisme redéfini par le « sage possibilisme » de Marchal.
Le livre fait un bilan des difficultés rencontrées dans la construction européenne dans le sillage de la crise charbonnière du début 1959, qui s'est traduite par une accumulation des stocks en Belgique et plus largement dans la CECA. Il met en valeur « l’empirisme du traité de Rome, qu’il oppose à l’ambition doctrinale » des inspirations de cette dernière.
Dans ce livre, il estime que l'arrière-pensée probable de Robert Schuman et de Jean Monnet lorsqu'ils ont conçu la CECA était de mettre un jour gouvernements et opinion devant la nécessité de devoir « englober la totalité des six économies dans une organisation » européenne. Il observe alors que la Haute autorité de la CECA n'a pas joué son rôle de régulateur et laissé les pays membres importer du charbon américain, en particulier l'Allemagne, soucieuse de garantir ses approvisionnements et de bénéficier de la baisse des prix des frets transatlantiques, ce qui a fragilisé le marché à l'occasion d'un hiver anormalement doux. Il estime à cette occasion que cette crise charbonnière de 1959 a montré que l'Europe ne pouvait intervenir sur le marché du charbon sans contrôler aussi les importations de pétrole, qui étaient en 1959 dans une phase d'expansion.

## Principales œuvres
- La conception de l'économie nationale chez les mercantilistes français et chez leurs contemporains (1931).
- L'action ouvrière et la transformation du régime capitaliste (1941)
- Économie politique et technique statistique (1943)
- Le mouvement syndical en France(1945)
- La pensée économique en France depuis 1945  (1952)
- Systèmes et structures économiques (1959)
- L'Europe solidaire (1964)
- L'intégration territoriale (1965)

## Sources
- Collectif, « In Memoriam André Marchal, 1907-1968 », Revue économique, n°3,‎ 1969
  - Membres du collectif : Jacques Austruy, Henri Bartoli, Pierre Biacabe, Fernand Braudel, Émile James, Pierre Lassègue, Jean Lhomme, Robert Marjolin, Philippe Mouchez, Jean Weiller